# Vanadate de bismuth
Le vanadate de bismuth ou orthovanadate de bismuth est un composé chimique de formule BiVO4. Il se présente sous la forme d'un solide de couleur jaune tirant sur le vert, connu à ce titre comme pigment minéral Colour Index Pigment Yellow 184, ou jaune de bismuth ; il est utilisé à la place d'autre pigments minéraux tels que le chromate de plomb PbCrO4 et le sulfure de cadmium CdS, qui sont toxiques. Il est largement employé comme photocatalyseur dans le spectre visible avec une largeur de bande interdite inférieure à 2,4 eV. Les substances disponibles dans le commerce contiennent souvent également du molybdène et du tungstène substitué au vanadium dans leur structure cristalline. On le trouve naturellement dans quelques minéraux rares tels que la pucherite, la clinobisvanite (ca) et la dreyerite (ca).
Il cristallise naturellement dans le système orthorhombique (pucherite) avec le groupe d'espace Pnca (no 60) et les paramètres a = 533 pm, b = 505 pm et c = 1 200 pm, tandis qu'on l'obtient sous forme synthétique dans le système monoclinique avec le groupe d'espace I2/a (no 15). La stabilité de ce dernier est améliorée par une modification tétragonale pure du groupe d'espace I41/a (no 88) à structure scheelite obtenue en présence d'ions de molybdène ou de tungstène, éventuellement en combinaison avec des ions de métaux alcalino terreux. Le vanadate de bismuth produit en présence de molybdate de sodium Na2MoO4 présente ainsi une structure tétragonale avec les paramètres a = 514,7 pm et c = 1 172,2 pm.
La plupart des pigments de vanadate de bismuth commerciaux utilisent le polymorphe monoclinique (clinobisvanite) ou tétragonal (dreyerite) pur, bien que des systèmes à deux phases ayant un rapport 4:3 entre le vanadate de bismuth et le molybdate de bismuth Bi2MoO6 aient été utilisés par le passé. Le BiVO4 monoclinique est un semiconducteur photoactif de type n ayant une largeur de bande interdite de 2,4 eV qui a été étudié pour des applications de craquage de l'eau après dopage au tungstène et au molybdène. Des photo-anodes en vanadate de bismuth ont montré une très bonne efficacité de conversion énergétique du solaire vers l'hydrogène, atteignant 5,2 % pour les couches minces, et 8,2 % pour les nanotiges cœur/coquille (en) WO3/BiVO4,,, le tout avec des matériaux plutôt simples et bon marché.
On peut obtenir du vanadate de bismuth en faisant réagir de l'oxyde de bismuth(III) Bi2O3 avec de l'oxyde de vanadium(V) V2O5 à l'état solide :
Bi2O3 + V2O5 ⟶ 2 BiVO4.
Il peut également être obtenu comme précipité à partir d'une solution de nitrate de bismuth(III) Bi(NO3)3 et de métavanadate de sodium (en) NaVO3 en présence d'hydroxyde de sodium NaOH :
Bi(NO3)3 + NaVO3 (en) + 2 NaOH ⟶ BiVO4↓ + 3 NaNO3 + H2O.
La nuance de couleur du pigment dépend fortement de la température, du pH et de la concentration au cours la précipitation. Dans le cas des produits fabriqués industriellement, un post-traitement est souvent appliqué pour accroître la résistance aux alcalis ou aux intempéries.